# Лантаноидное сжатие
Лантаноидное сжатие (f-сжатие) — химический термин, используемый для описания явления уменьшения ионных радиусов химических элементов, входящих в группу лантаноидов (атомный номер  58—71), которое приводит к меньшим, по сравнению с ожидаемыми, величинам ионных радиусов последующих элементов, начиная с 72 (гафний). Этот термин ввёл в употребление норвежский геохимик Виктор Гольдшмидт в своей серии работ «Геохимия элементов» («Geochemische Verteilungsgesetze Der Elemente»). Это явление ответственно за очень высокую плотность таких металлов, как осмий, иридий, платина и рений.
| Элемент                        | Ce        | Pr     | Nd     | Pm     | Sm     | Eu     | Gd        | Tb     | Dy      | Ho      | Er      | Tm      | Yb      | Lu         |
| ------------------------------ | --------- | ------ | ------ | ------ | ------ | ------ | --------- | ------ | ------- | ------- | ------- | ------- | ------- | ---------- |
| Электронная конфигурация атома | 4f15d16s2 | 4f36s2 | 4f46s2 | 4f56s2 | 4f66s2 | 4f76s2 | 4f75d16s2 | 4f96s2 | 4f106s2 | 4f116s2 | 4f126s2 | 4f136s2 | 4f146s2 | 4f145d16s2 |
| Ln3+ электронная конфигурация  | 4f1       | 4f2    | 4f3    | 4f4    | 4f5    | 4f6    | 4f7       | 4f8    | 4f9     | 4f10    | 4f11    | 4f12    | 4f13    | 4f14       |
| Ln3+ радиус (КЧ равно 6), пм   | 102       | 99     | 98,3   | 97     | 95,8   | 94,7   | 93,8      | 92,3   | 91,2    | 90,1    | 89      | 88      | 86,8    | 86,1       |

## Причина
Основная причина лантаноидного сжатия заключается в недостаточном экранировании заряда ядра электронами 4f-орбитали.
В атомах, обладающих единственным электроном, среднее расстояние между ядром и электроном определяется электронной орбиталью, на которой находится электрон, и уменьшается с ростом заряда ядра, тем самым приводя к уменьшению величины атомного радиуса. В атомах, обладающих более чем одним электроном, степень уменьшения атомного радиуса вследствие увеличения заряда ядра ослабляется вследствие увеличения электростатического отталкивания между электронами.  